# فرودگاه ریکرتس واتر
فرودگاه ریکرتس واتر (به انگلیسی: Rykerts Water Aerodrome) یک فرودگاه همگانی است که یک باند فرود آب دارد. این فرودگاه در کشور کانادا قرار دارد و در ارتفاع ۵۳۳ متری از سطح دریا واقع شده است.